# Sodom (film)
Sodom je britský hraný film z roku 2017, který režíroval Mark Wilshin podle vlastního scénáře. Snímek měl světovou premiéru na East End Film Festivalu dne 17. června 2017.

## Děj
Michael bydlí v Berlíně a jednoho pozdního večera potká na ulici nahého mladíka, kterého někdo připoutal ke sloupu pouličního osvětlení. 20letý Will je v Berlíně na rozlučce před svatbou a stal se obětí vtípku svých kamarádů. Michael Willovi pomůže a v Michaelově bytě pak stráví zbytek noci. 

## Obsazení
| Jo Weil      | Michael |
| Pip Brignall | Will    |